# Строговы (фильм)
«Стро́говы» — советский восьмисерийный драматический телевизионный художественный фильм, снятый в 1975 году режиссёром Владимиром Венгеровым по одноимённому роману Георгия Маркова на киностудии «Ленфильм». Премьера прошла с 10 по 19 февраля 1976 года на Первой программе ЦТ.
Фильм имеет продолжение под названием «Соль земли» (1978), а также «Грядущему веку» (1985).
Кинолента входит в собрание «Госфильмофонда» Российской Федерации.

## Сюжет
Ещё в конце XIX века близ далёкого таёжного села Волчьи Норы купец Голованов завёл несколько пасек. На одну из них он ставит на хозяйство крестьянина Захара Строгова (Медветский) с женой Агафьей (Аринина). С ними живёт взрослый сын Матвей Строгов (Борисов) и Анна (Зайцева), его молодая жена. Во время охоты Матвей со своим дядей, дедом Фишкой (Новиков) находят труп старателя, а у того — несколько небольших золотых самородков. Дед Фишка, не желая брать на душу грех воровства, отправляет Матвея с находкой в уезд к уряднику. Однако, власти не верят этому рассказу и задерживают и того, и другого на несколько недель для проведения дознания. Следователь, в деталях расспросив о месте, где был найден труп, и не найдя за Строговыми вины, выпустил их. Анна рожает сына, следующей весной Матвея забирают в солдаты.
Следователь из уезда, допрашивавший Матвея, вместе с компаньоном организует небольшую экспедицию для поисков золотой жилы в местах самоубийства старателя. Показывать им дорогу подряжается Степан Зимовской, живущий особняком со своей женой недалеко от пасеки Строговых. Поняв цель приезда гостей из города, Степан заводит их в болотную топь. Следователь с компаньоном гибнут, Зимовский грозит сопровождающим их мужикам, в прошлом каторжанам, свалить всю вину на них. Те изображают покорность, но ночью бегут от Степана в тайгу, запалив перед этим его дом. Свидетелем поджога стал дед Фишка. Отслужив пять лет, домой возвращается Матвей. В их дом на пасеке просится на постой незнакомец, Тарас Беляев, якобы горный инженер, приехавший в отпуск. Матвей тянется к образованному горожанину, постепенно у них складывается крепкая дружба. Во время медвежьей охоты на берлоге зверь напал на Матвея, но Тарас несколькими выстрелами из револьвера убил животное. Он признался раненому Матвею, что является беглым политкаторжанином. Беляев возвращается в город, но там его арестовывает полиция. Матвей при посредничестве младшего брата Власа Строгова устраивается в тюрьму надзирателем, чтобы помогать Тарасу держать связь с революционным подпольем.
Анна Строгова, не поладив с родителями мужа, уезжает в деревню к матери. Там к ней проявляет внимание Демьян Штычков, много лет влюблённый в эту женщину. Он предлагает ей развестись с мужем, но та отказывает и уезжает в город. Матвей активно помогает Тарасу Беляеву, знакомится с другими революционерами. У Строговых рождается второй сын. Начинается Русско-японская война, всех молодых мужчин забирают в солдаты. Демьян Штычков, ссужая односельчан зерном на грабительских условиях и не имея достойного отпора от стариков и женщин, загоняет в кабалу почти всю деревню.

### В ролях
- Борис Борисов — Матвей Захарович Строгов
- Людмила Зайцева — Анна Евдокимовна Строгова
- Герман Новиков — дед Фишка (Финоген Данилович Теченин)
- Сергей Медведский — Захар Максимович Строгов, отец Матвея
- Людмила Аринина — Агафья Даниловна Строгова, мать Матвея
- Валерий Баринов — Влас Захарович Строгов
- Адольф Ильин — Евдоким Платонович Юткин
- Майя Булгакова — Марфа Юткина
- Виктор Павлов — Демьян Минеевич Штычков
- Гелий Сысоев — Антон Топилкин
- Виктор Трегубович — Степан Иванович Зимовский
- Рита Гладунко — Василиса Зимовская
- Леонид Неведомский — Маркел Сосипатрович Голованов
- Валерий Кравченко — Тимофей Залётный
- Валерий Анисимов — Тарас Семёнович Беляев, революционер
- Александр Хочинский — Фёдор Ильич Соколовский, революционер
- Людмила Коршакова — Ольга Львовна Соколовская
- Людмила Гурченко — Капитолина, революционерка
- Лариса Буркова — Устинья Пьянкова
- Борис Чирков — Егор, кум
- Игорь Дмитриев — Владислав Владимирович Прибыткин, следователь
- Алексей Кожевников — инженер
- Виктор Чайников — дед Платон Юткин
- Сергей Голубев — Иван Топилкин
- Павел Первушин — дед Лычок
- Наталья Бражникова — Устинья Андреевна Штычкова
- Аркадий Трусов — староста
- Татьяна Говорова — Ксения Бакулина
- Евгений Котов — Парфён Бакулин
- Юрий Башков — Силантий Бакулин
- Анатолий Подшивалов — Савелий Бакулин
- Александр Москвин — Мартын Горбачёв
- Александр Ильин — Калистрат Зотов (роль озвучил Игорь Ефимов)
- Ю. Лебедев — Архип Хромков
- К. Сибирский — священник
- Владимир Эренберг — Роберт Карлович Аукенберг
- Олег Белов — Никодим Софронович Хлюпочкин, урядник
- Дмитрий Бессонов — прокурор
- Иосиф Конопацкий — Елисеев
- Георгий Штиль — Елизар Петрович Адамов, распорядитель по земельным делам
- Феликс Ведерников — Денис Евдокимович Юткин
- Данилка Долинов — эпизод
- Андрей Брусницын — Артём Матвеевич Строгов в детстве
- Алексей Плавинский — Артём Матвеевич Строгов
- Александр Жданов — Максим Матвеевич Строгов
- Александр Афанасьев — Дубровин
- Татьяна Кулиш — Мария Дубровина
- Виктория Смоленская — Дуня
- Валентина Пугачёва — Зотиха
- Борис Лёскин — штабс-капитан
- Ольга Малозёмова — Адамовна, сваха
- Булат Окуджава — офицер
- Анатолий Семёнов — Краюхин, комиссар
- Виктор Боков — старый солдат-балалаечник
- Сергей Киселёв — Епифанов
- Николай Сизов — становой пристав
- Анна Кукушкина — Марина Матвеевна Строгова
- Михал Митин — Тихон Чёрный
- Валентина Якунина — горничная Аграфены Ивановны

## Съёмочная группа
- Сценарий — Георгия Маркова, Эдуарда Шима, Владимира Венгерова
- Постановка — Владимира Венгерова
- Главные операторы — Лев Колганов, Эдуард Розовский
- Главный художник — Виктор Волин
- Композитор — Исаак Шварц

## Признание и награды
- 1977 — диплом VII Всесоюзного фестиваля телевизионных фильмов (ВФТФ).